# Kowalska Przełęcz
Kowalska Przełęcz – przełęcz w obrębie Wzgórz Trzebnickich, pomiędzy Kozimi Czubami a Pasmem Ciemnej Góry, znajdująca się na terenie Gminy Oborniki Śląskie, w powiecie Trzebnickim, województwie dolnośląskim. Przełęcz położona jest na wysokości bezwzględnej 225 m n.p.m.. Po stronie zachodniej przełęczy, gdzie rozciągają się Kozie Czuby, znajduje się kota o wysokości bezwzględnej 243 m n.p.m., natomiast po stronie wschodniej położone jest wzniesienie o wysokości bezwzględnej 239 m n.p.m., należące do Pasma Ciemnej Góry – Bukowy Wierch  (Bukowa Góra). W pobliżu, na północ od Kowalskiej Przełęczy, położona jest przełęcz Trójniak, a na północnym krańcu Kozich Czubów punkt widokowy .
W rejonie przełęczy w okolicznych lasach położone są także parowy o zboczach dochodzących do 10 m. W pobliżu pośród drzew znajdują się między innymi około 200 letnie, ogromne buki. Prowadzi tędy Główny szlak Kocich Gór.
Przez przełęcz przebiega droga z Piekar i Przecławic do miejscowości Kowale, numer 1345D.

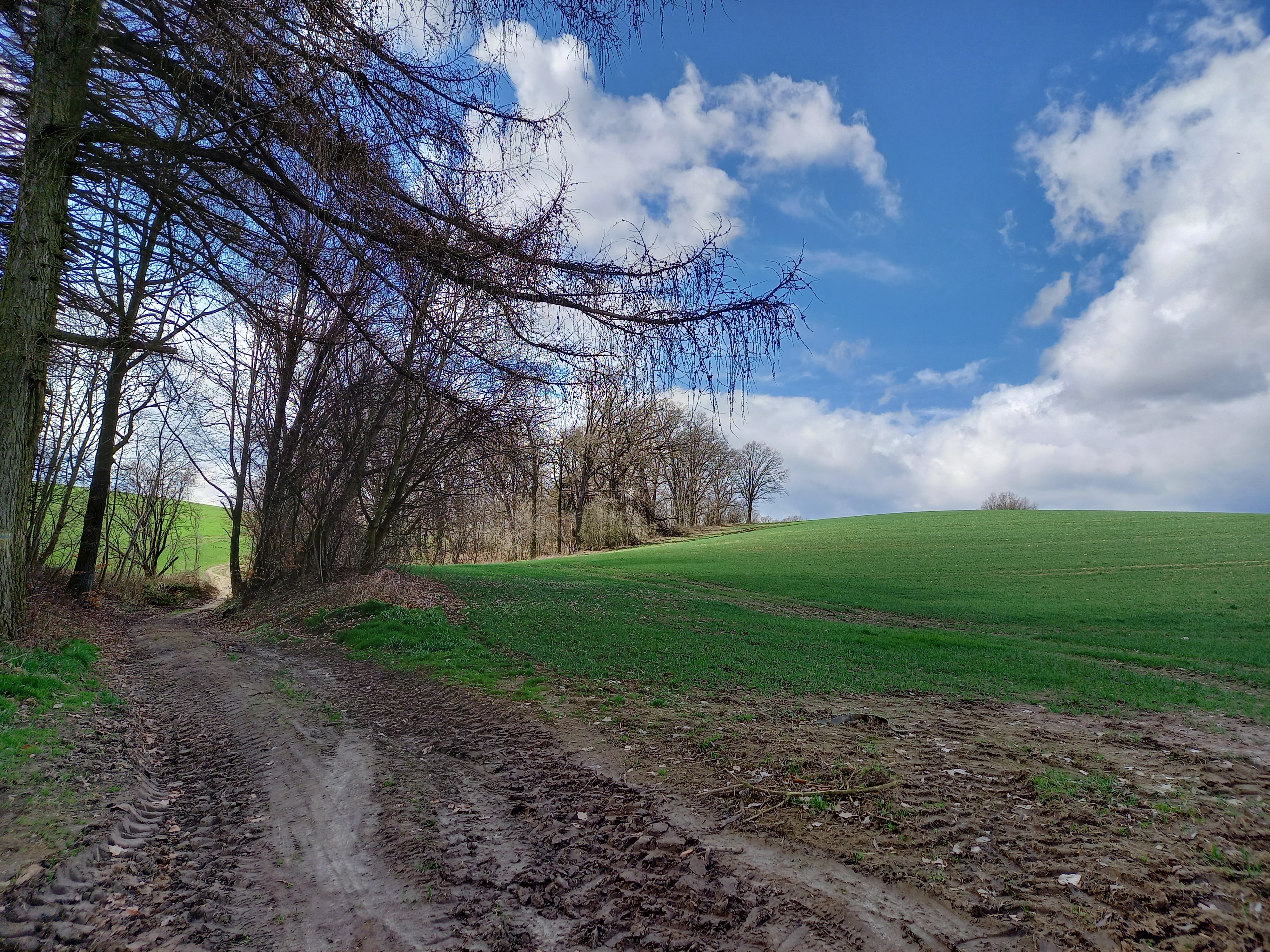
w kierunku Kozich Czub
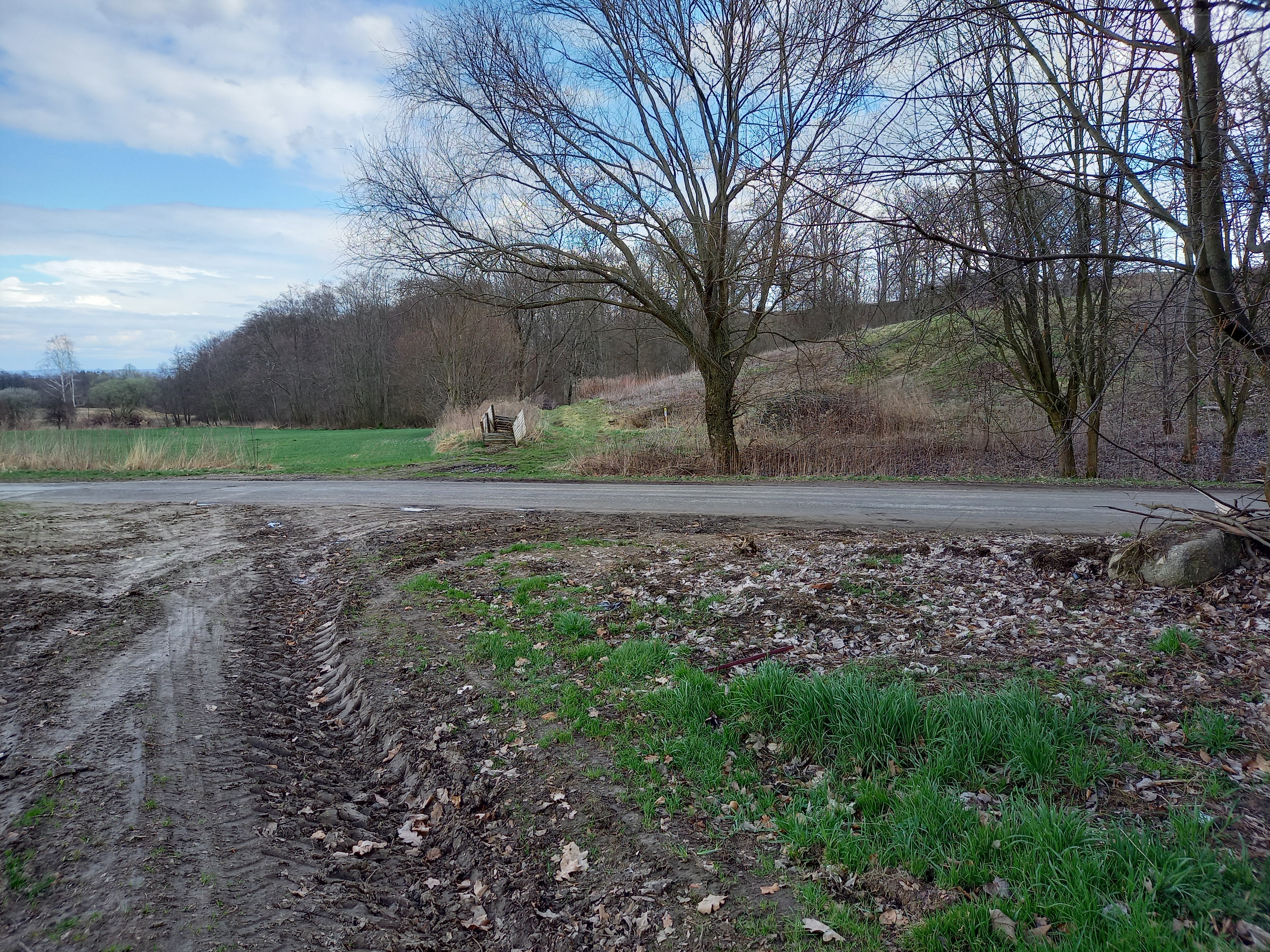
od Kozich Czub w kierunku Bukowej Góry
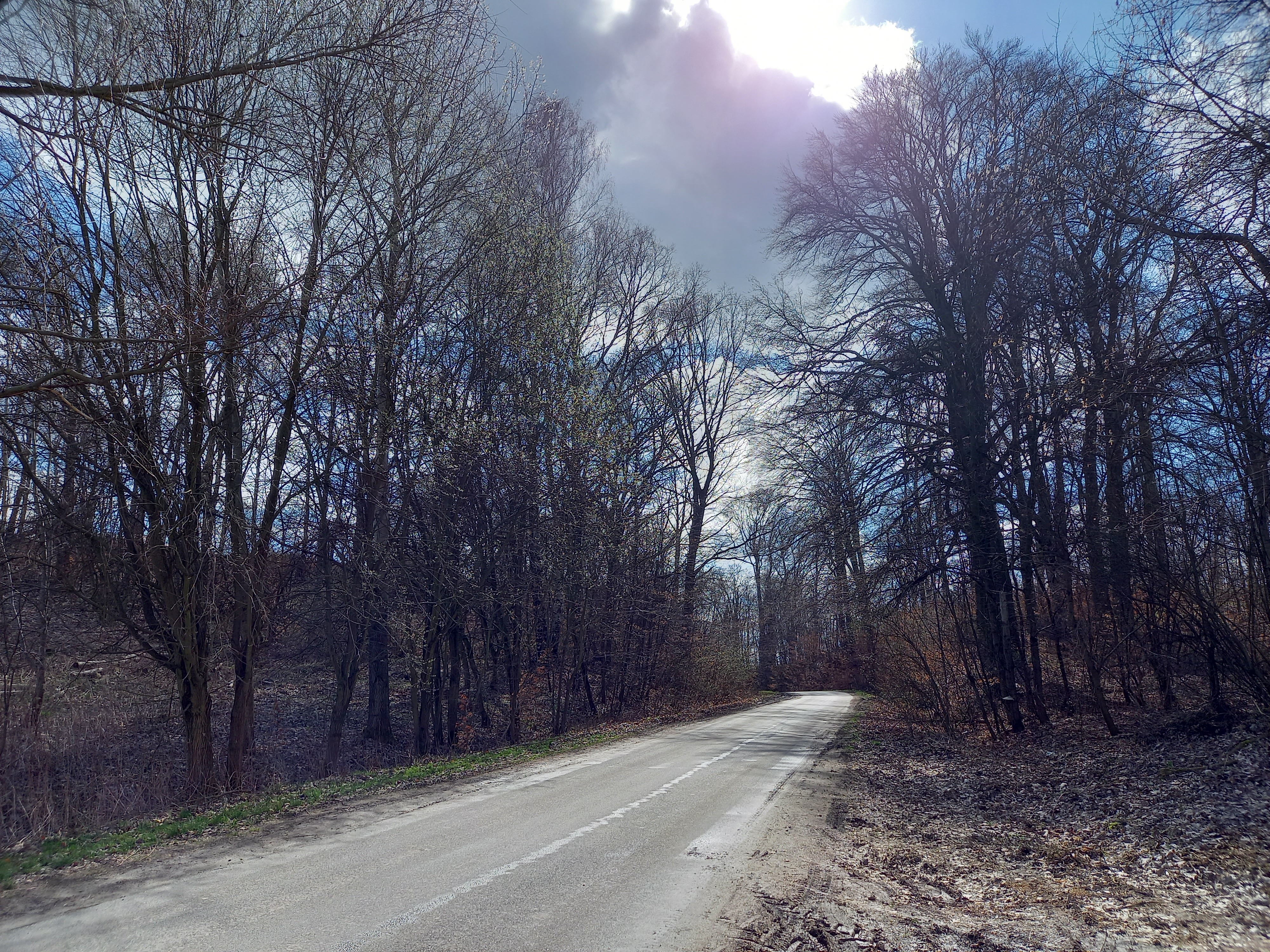
przełęcz, z północy na południe

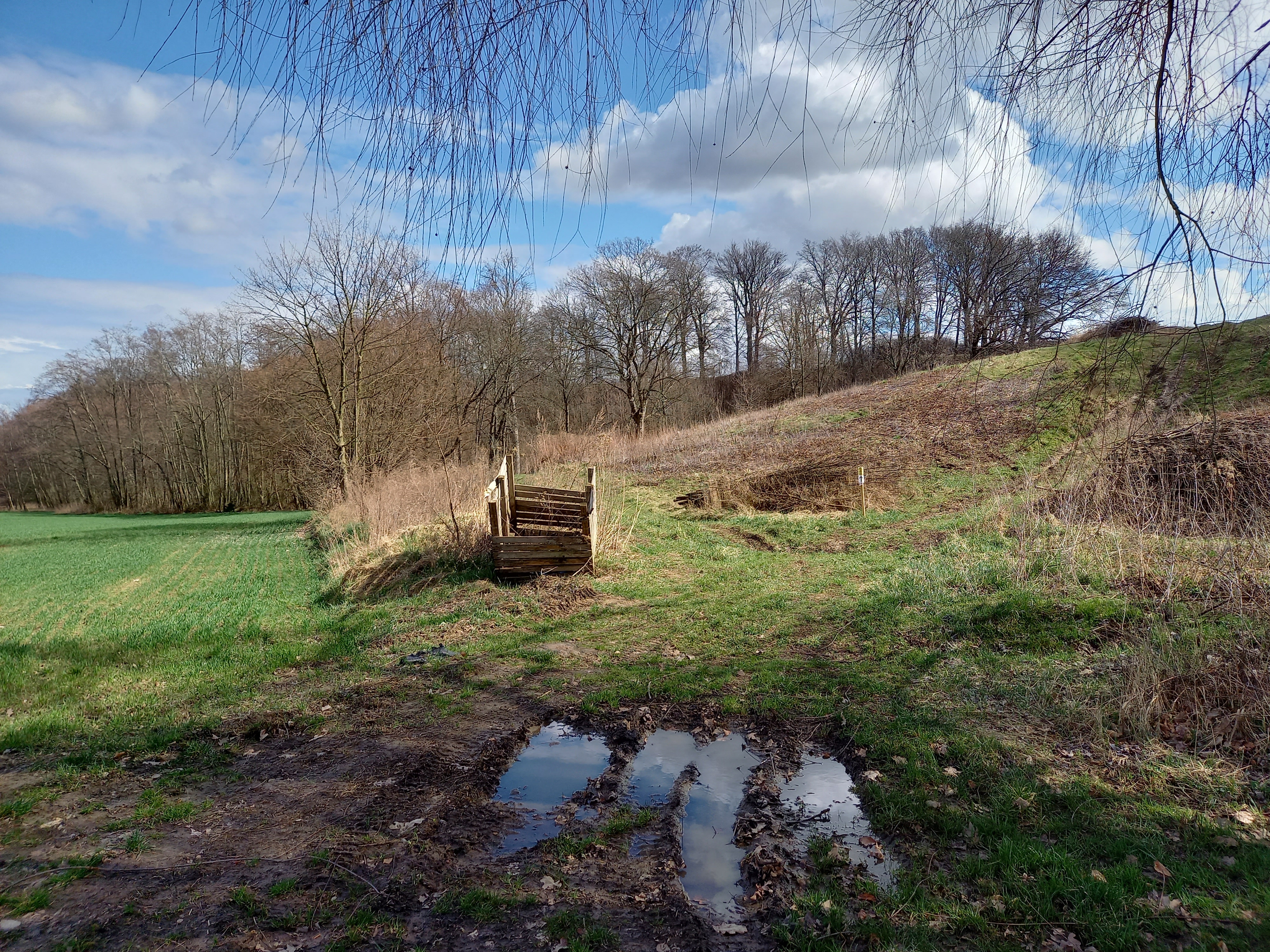
od przełęczy w kierunku Bukowej Góry
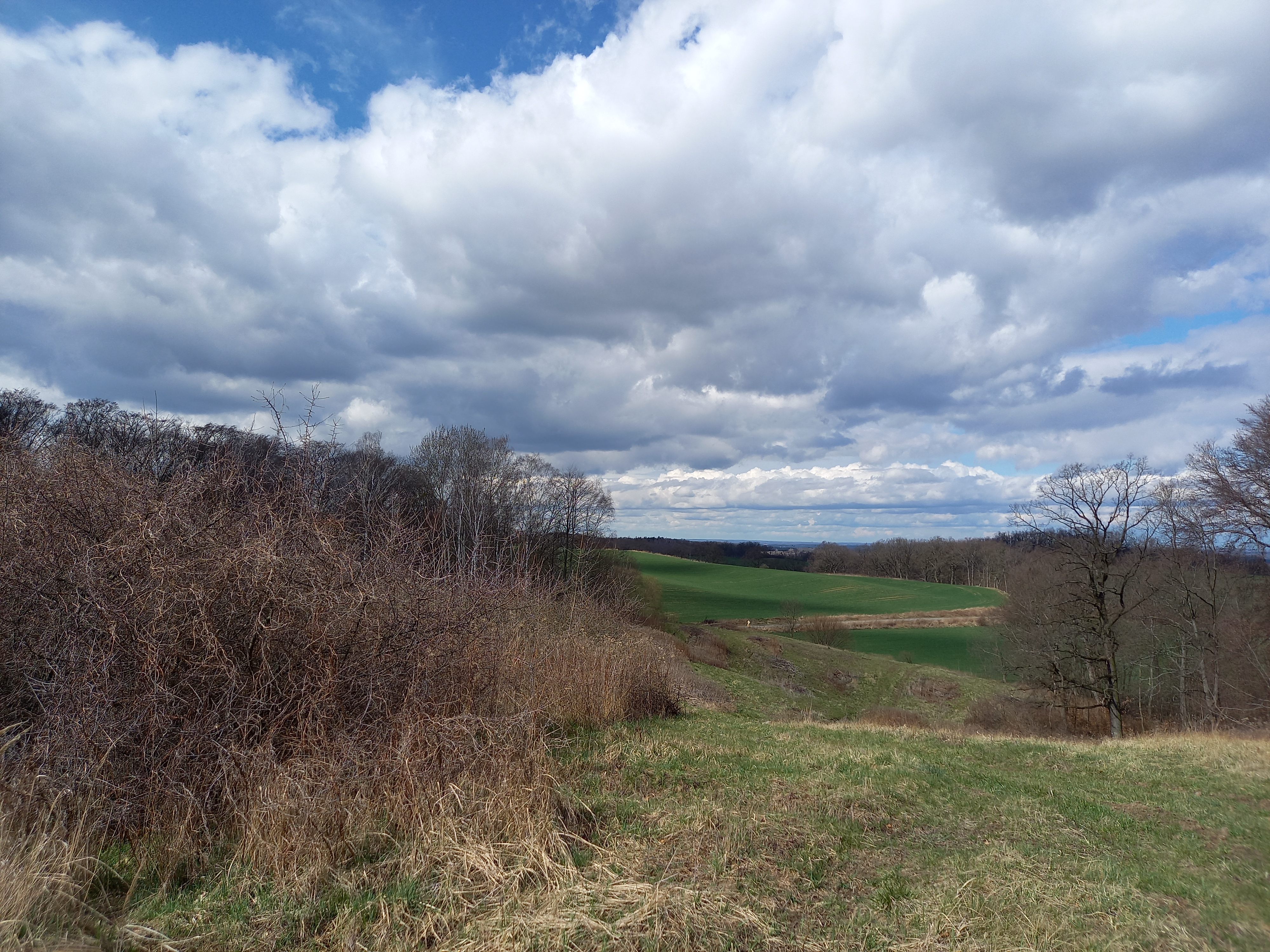
z Bukowej Góry na Trójniak
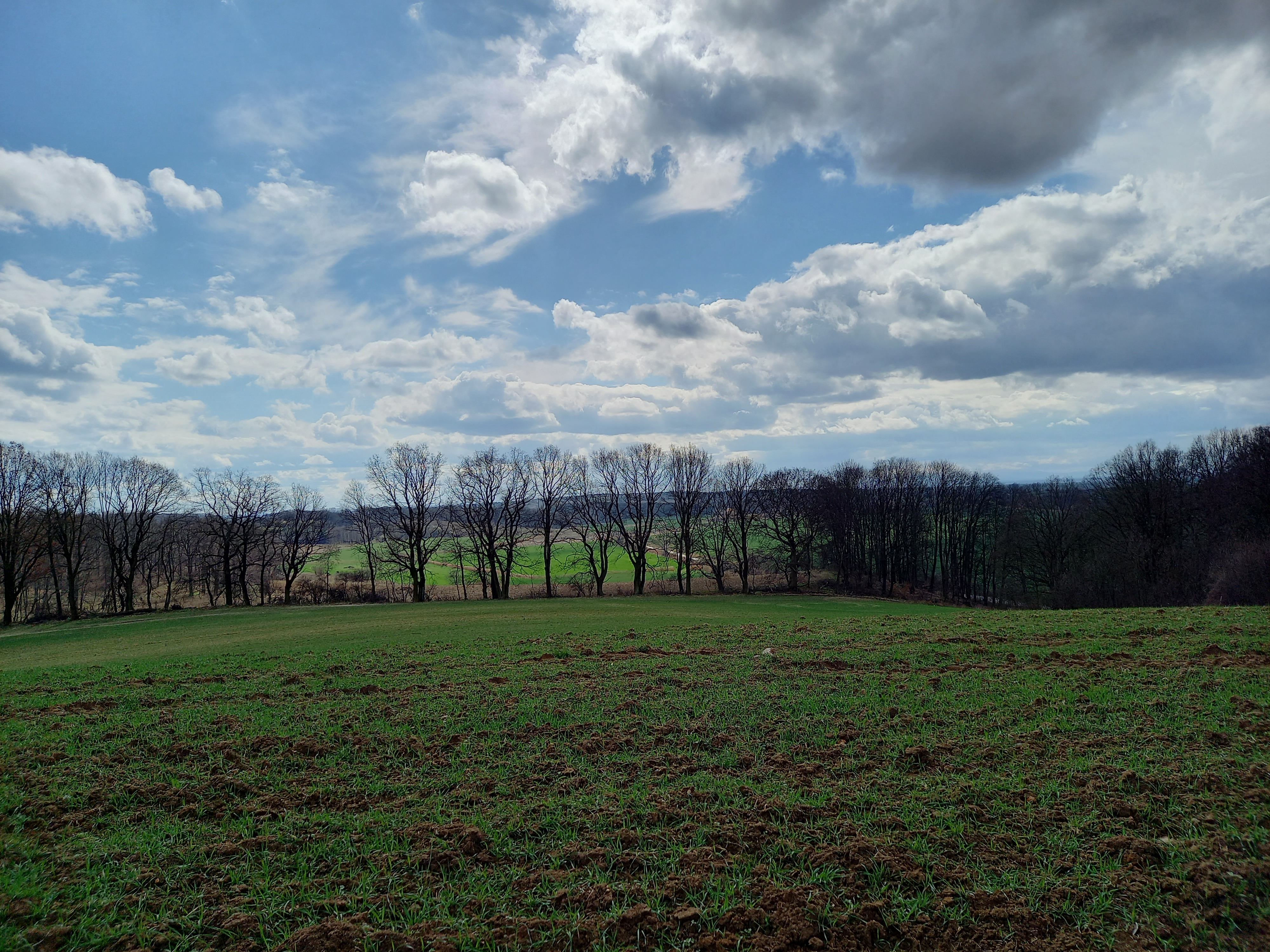
z Bukowej Góry na południe, po prawej przełęcz